# Harald Frey
Harald Frey (nacido el 27 de mayo de 1997 en Oslo, Noruega) es un jugador de baloncesto noruego que mide 1,85 metros y actualmente juega de base en el Bilbao Basket de la Liga ACB española. Además, es internacional con la selección de baloncesto de Noruega.

## Trayectoria
Frey es un base formado en el Baerum Basket de su país natal, debutando en la temporada 2012-2013 con apenas 16 años y en el que jugaría durante las temporadas 2013-14 y 2014-15. Durante la temporada 2015-16 jugaría en el Centrum Tigers Oslo, equipo con el que logró unas medias de 16,91 puntos, 4,7 rebotes, 4,57 asistencias y 2,57 robos por partido. 
En 2016, el base se marcha a Estados Unidos para ingresar en Montana State Bobcats con el que jugaría durante 4 temporadas. En su última temporada con los Bobcats, Frey promedia 16,6 puntos por partido, a los que suma 4,3 rebotes, 4,6 asistencias y 1,5 robos de media.
El 9 de agosto de 2020, llega a España para jugar en las filas del Oviedo Club Baloncesto de la Liga LEB Oro, durante una temporada.
El 25 de enero de 2022, el BG 74 Göttingen de la Basketball Bundesliga, paga la cláusula del jugador y el base noruego firma por temporada y media con el club germano.
El 3 de julio de 2023, firma por el Telekom Baskets Bonn de la Basketball Bundesliga.
El 4 de junio de 2024, firma por el Bilbao Basket de la Liga Endesa.

## Logros y reconocimientos

### Clubes
Bilbao Basket
FIBA Europe Cup (1): 2025.